# Altar (Sonora)
Altar es una villa mexicana ubicada en el noroeste del estado de Sonora, en la zona del desierto sonorense. La villa es la cabecera municipal y la localidad más habitada del municipio de Altar. Según datos del Censo de Población y Vivienda realizado en 2020 por el Instituto Nacional de Estadística y Geografía (INEGI), Altar tiene una población de 8,439 habitantes. 
El 16 de marzo de 1694 cuando Eusebio Kino y Juan Mateo Mange hicieron su 3ra expedición, bajaron a donde el río Magdalena desaparece a lo que Mange denominó Altar. 
Ya como poblado, fue fundado en el año de 1775 como un presidio militar por el capitán Bernardo de Urrea, bajo el nombre de Santa Gertrudis de Altar. Se encuentra a 246.7 km de la ciudad de Hermosillo, capital del estado, a 184.4 km de la ciudad fronteriza de Heroica Nogales y a 457.5 km de la ciudad de Mexicali capital del vecino estado de Baja California.
Altar es uno de los lugares más calurosos de todo el hemisferio norte, con temperaturas máximas que llegan entre 46.5 °C y 50 °C. Es a veces nombrado Altar de los Migrantes por el notorio flujo de inmigrantes latinoamericanos (principalmente centroamericanos) que buscan cruzar a Estados Unidos por esta zona del desierto de Sonora.

## Historia

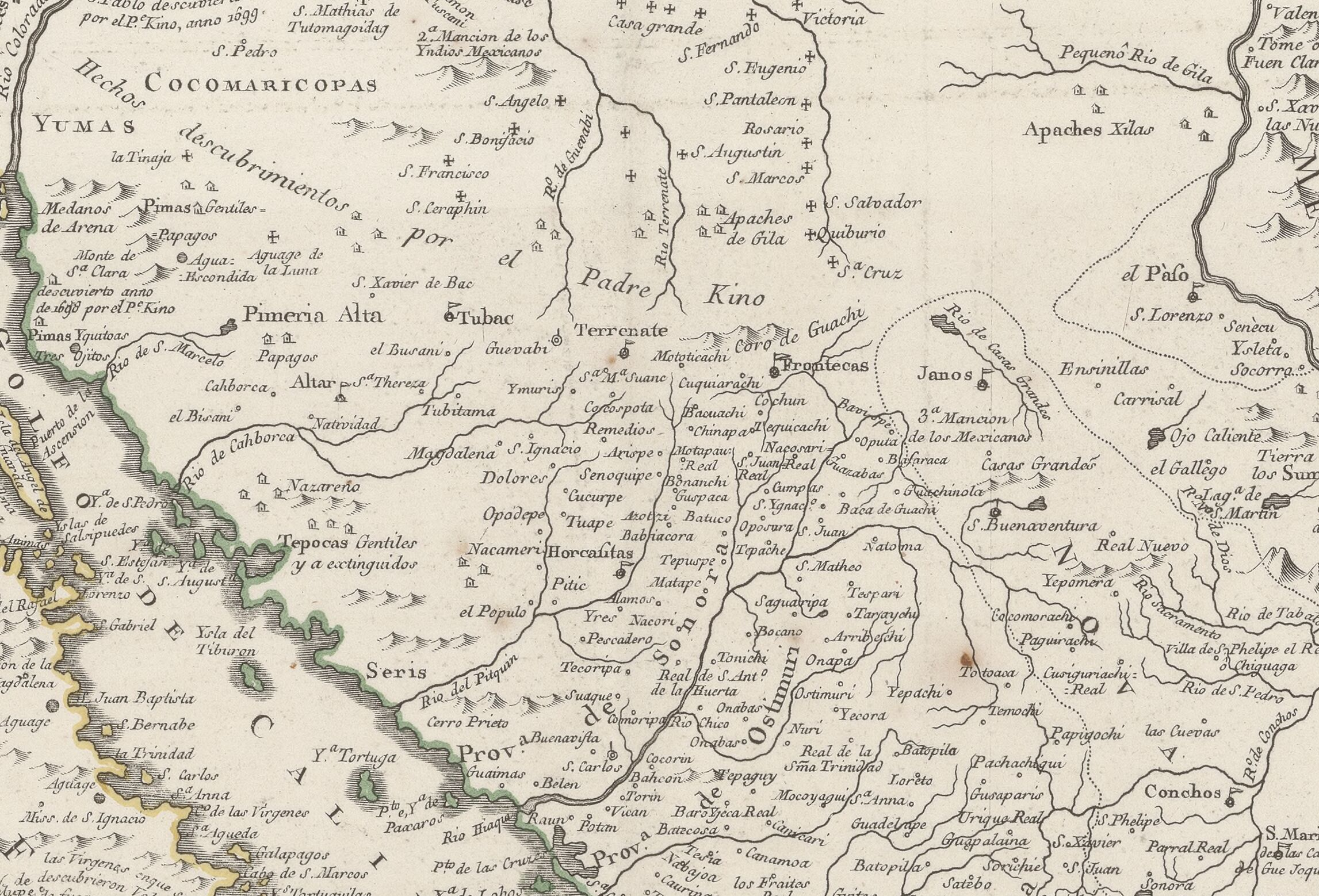
De izquierda a derecha: presidios de Altar, Terrenate, Fronteras, Janos, y El Paso (1768)

### Fundación
En el territorio cercano donde se encuentra la villa, estuvieron establecidos originalmente grupos étnicos de los pimas altos, desde mucho tiempo antes de la llegada de los españoles a colonizar la Nueva España. Fue hasta el año de 1775 que se fundó un presidio de militares por el capitán Bernardo de Urrea, nombrándolo Presidio de Santa Gertrudis de Altar y posteriormente llamado Presidio de Nuestra Señora de Guadalupe de Altar.

### Creación de su municipio
El 31 de octubre de 1825, perteneciendo en ese entonces al antiguo Estado de Occidente, se creó el Municipio de Villa Figueroa por decreto de la Constitución española del Cádiz, y se incluyó a Altar como cabecera en ese municipio, nombrándolo de igual manera, Villa Figueroa en honor del general José Figueroa, comandante general del Estado de Occidente, quien acababa de someter al orden a la tribu yaqui.
Después en 1831, cuando el Estado de Occidente (Sonora y Sinaloa) se había separado, Sonora pasó a formar y ser un solo estado, y se dividió en partidos, se creó el Partido de Villa Figueroa, con sede en este lugar, pero el 13 de mayo de 1848 se suprimió como partido bajo la constitución de ese año.
El 15 de septiembre de 1917 se aprobó la Constitución Política del Estado de Sonora y se eligieron 67 municipios, entre estos, el de Altar, en ese entonces gobernado por un presidente municipal y cuatro regidores según la ley, y se creó el Distrito de Altar que comprendía la zona de los actuales municipios de Átil, Caborca, Puerto Peñasco, Oquitoa, Pitiquito, Sáric, Trincheras, Tubutama y San Luis Río Colorado. Fue el 10 de septiembre de 1932, cuando se le confirmó su nombre actual de Villa de Altar o solo Altar.

## Geografía
Véase también: Geografía del Municipio de Altar.
Altar se localiza bajo las coordenadas geográficas 30°42′49" de latitud norte 111°50′07" de longitud oeste del meridiano de Greenwich, a una altura media de 420 metros sobre el nivel del mar, su zona urbana tiene un área de 4.21 kilómetros cuadrados. Es atravesado por la Carretera Federal 2.
Es cabecera municipal del municipio de Altar, el cual limita al norte con el Condado de Pima en los Estados Unidos, al noreste con el municipio de Sáric, al este con los municipios de Átil y Tubutama, al sureste con los municipios de Oquitoa y Trincheras, al sur con el municipio de Pitiquito y al suroeste, este y noroeste con el municipio de Caborca.
El territorio cercano constituye un plano inclinado de 400 a 200 metros de altura, que va descendiendo en dirección a la costa del Golfo de California, cortado por varias serranías al norte y al oeste, el 45% del territorio corresponde a zonas planas, el 25% a zonas semiplanas y el restante 30% a zonas accidentadas, la hidrografía la constituyen el río Altar, los arroyos El Humo, El Plomo, El Coyote, El Sásabe, el río Seco y El Muchachito, los cuales solo tienen caudal en época de lluvias.

### Clima
El clima del municipio es muy seco y cálido, con una temperatura media anual de 22.1 °C, presentándose una máxima de 31.5 °C y una mínima de 12.8 °C en los meses de diciembre a febrero.
| Parámetros climáticos promedio de Altar, Sonora (1951-2010)                     | Parámetros climáticos promedio de Altar, Sonora (1951-2010) | Parámetros climáticos promedio de Altar, Sonora (1951-2010) | Parámetros climáticos promedio de Altar, Sonora (1951-2010) | Parámetros climáticos promedio de Altar, Sonora (1951-2010) | Parámetros climáticos promedio de Altar, Sonora (1951-2010) | Parámetros climáticos promedio de Altar, Sonora (1951-2010) | Parámetros climáticos promedio de Altar, Sonora (1951-2010) | Parámetros climáticos promedio de Altar, Sonora (1951-2010) | Parámetros climáticos promedio de Altar, Sonora (1951-2010) | Parámetros climáticos promedio de Altar, Sonora (1951-2010) | Parámetros climáticos promedio de Altar, Sonora (1951-2010) | Parámetros climáticos promedio de Altar, Sonora (1951-2010) | Parámetros climáticos promedio de Altar, Sonora (1951-2010) |
| Mes                                                                             | Ene.                                                        | Feb.                                                        | Mar.                                                        | Abr.                                                        | May.                                                        | Jun.                                                        | Jul.                                                        | Ago.                                                        | Sep.                                                        | Oct.                                                        | Nov.                                                        | Dic.                                                        | Anual                                                       |
| ------------------------------------------------------------------------------- | ----------------------------------------------------------- | ----------------------------------------------------------- | ----------------------------------------------------------- | ----------------------------------------------------------- | ----------------------------------------------------------- | ----------------------------------------------------------- | ----------------------------------------------------------- | ----------------------------------------------------------- | ----------------------------------------------------------- | ----------------------------------------------------------- | ----------------------------------------------------------- | ----------------------------------------------------------- | ----------------------------------------------------------- |
| Temp. máx. abs. (°C)                                                            | 33.0                                                        | 36.8                                                        | 39.5                                                        | 43.0                                                        | 46.6                                                        | 47.8                                                        | 47.8                                                        | 47.2                                                        | 45.6                                                        | 45.5                                                        | 46.5                                                        | 40.5                                                        | 47.8                                                        |
| Temp. máx. media (°C)                                                           | 21.7                                                        | 24.1                                                        | 26.6                                                        | 31.0                                                        | 35.7                                                        | 40.5                                                        | 40.4                                                        | 39.3                                                        | 37.8                                                        | 32.8                                                        | 26.4                                                        | 21.5                                                        | 31.5                                                        |
| Temp. media (°C)                                                                | 12.6                                                        | 14.5                                                        | 17.0                                                        | 20.5                                                        | 25.1                                                        | 30.0                                                        | 32.1                                                        | 31.3                                                        | 29.1                                                        | 23.4                                                        | 17.2                                                        | 12.8                                                        | 22.1                                                        |
| Temp. mín. media (°C)                                                           | 3.7                                                         | 5.0                                                         | 7.3                                                         | 10.2                                                        | 14.4                                                        | 19.5                                                        | 23.8                                                        | 23.3                                                        | 20.4                                                        | 14.0                                                        | 7.9                                                         | 4.2                                                         | 12.8                                                        |
| Temp. mín. abs. (°C)                                                            | -10.0                                                       | -7.0                                                        | -6.0                                                        | -1.2                                                        | 2.0                                                         | 4.0                                                         | 10.0                                                        | 12.0                                                        | 7.0                                                         | 0.0                                                         | -4.0                                                        | -8.0                                                        | -10.0                                                       |
| Precipitación total (mm)                                                        | 22.6                                                        | 20.1                                                        | 18.5                                                        | 6.0                                                         | 5.0                                                         | 7.4                                                         | 70.1                                                        | 82.6                                                        | 30.8                                                        | 23.9                                                        | 10.0                                                        | 29.6                                                        | 326.6                                                       |
| Días de precipitaciones (≥ 0.1 mm)                                              | 3.1                                                         | 2.1                                                         | 2.5                                                         | 1.0                                                         | 0.4                                                         | 0.9                                                         | 6.3                                                         | 6.4                                                         | 3.5                                                         | 2.0                                                         | 1.6                                                         | 3.1                                                         | 32.9                                                        |
| Fuente: Servicio Meteorológico Nacional. Actualizado el 3 de diciembre de 2016. |                                                             |                                                             |                                                             |                                                             |                                                             |                                                             |                                                             |                                                             |                                                             |                                                             |                                                             |                                                             |                                                             |

## Demografía
Según el Censo de Población y Vivienda realizado en 2020 realizado por el Instituto Nacional de Estadística y Geografía (INEGI), la villa tiene un total de 8,439 habitantes, de los cuales 4,182 son hombres y 4,257 son mujeres, con una densidad poblacional de 2,004.51 hab/km². En 2020 había 3113 viviendas, pero de estas 2339 viviendas estaban habitadas, de las cuales 818 estaban bajo el cargo de una mujer. Del total de los habitantes, 79 personas mayores de 3 años (0.94% del total) habla alguna lengua indígena; mientras que 86 habitantes (1.02%) se consideran afromexicanos o afrodescendientes.
| Religiones más frecuentes (censo 2020) | Religiones más frecuentes (censo 2020) | Religiones más frecuentes (censo 2020) | Religiones más frecuentes (censo 2020) | Religiones más frecuentes (censo 2020) |
| -------------------------------------- | -------------------------------------- | -------------------------------------- | -------------------------------------- | -------------------------------------- |
| Religión                               | Religión                               |                                        | Porcentaje                             | Porcentaje                             |
|                                        |                                        |                                        |                                        |                                        |
| Católica                               | Católica                               |                                        | 83.13 %                                | 83.13 %                                |
| Cristiana/evangélica                   | Cristiana/evangélica                   |                                        | 11.97 %                                | 11.97 %                                |
| Ninguna                                | Ninguna                                |                                        | 4.79 %                                 | 4.79 %                                 |

El 83.13% de sus pobladores pertenece a la religión católica, el 11.97% es cristiano evangélico/protestante o de alguna variante, mientras que el 4.79% no profesa ninguna religión.

### Educación y salud
De acuerdo con el Censo de Población y Vivienda de 2020; 27 niños de entre 6 y 11 años (0.32% del total), 34 adolescentes de entre 12 y 14 años (0.40%), 394 adolescentes de entre 15 y 17 años (4.67%) y 273 jóvenes de entre 18 y 24 años (3.23%) no asisten a ninguna institución educativa. 171 habitantes de 15 años o más (2.03%) son analfabetas, 227 habitantes de 15 años o más (2.69%) no tienen ningún grado de escolaridad, 651 personas de 15 años o más (7.71%) lograron estudiar la primaria pero no la culminaron, 284 personas de 15 años o más (3.37%) iniciaron la secundaria sin terminarla, teniendo la villa un grado de escolaridad de 8.91.
La cantidad de población que no está afiliada a un servicio de salud es de 2798 personas, es decir, el 33.16% del total, de lo contrario el 66.77% sí cuenta con un seguro médico ya sea público o privado. Con datos del mismo censo, 459 personas (5.44%) tienen alguna discapacidad o límite motriz para realizar sus actividades diarias, mientras que 72 habitantes (0.85%) poseen algún problema o condición mental.

### Población histórica
Evolución de la cantidad de habitantes desde el evento censal del año 1900:
| Año           | 1900  | 1910  | 1921  | 1930  | 1940  | 1950  | 1960  | 1970  | 1980  | 1990  | 1995  | 2000  | 2005  | 2010  | 2020  |
| Población     | 1,321 | 1,333 | 1,109 | 1,253 | 1,137 | 1,116 | 1,524 | 2,519 | 3,903 | 4,914 | 5,423 | 5,839 | 7,257 | 7,927 | 8,439 |
| Fuente: INEGI |       |       |       |       |       |       |       |       |       |       |       |       |       |       |       |

## Gobierno
Véase también: Gobierno del Municipio de Altar.
La sede del gobierno municipal se encuentra en esta villa, donde se ubica el palacio municipal. El ejercicio gubernamental recae en el presidente municipal y su gabinete, electos cada 3 años. Este ayuntamiento está integrado por un presidente municipal, un síndico, 3 regidores de mayoría relativa y 2 de representación proporcional, y es auxiliado por los delegados de las comunidades. La reglamentación local se basa en el Bando de policía y buen gobierno.
El pueblo pertenece al I Distrito Electoral Federal de Sonora de la Cámara de Diputados del Congreso de la Unión de México con sede en San Luis Río Colorado, y al III Distrito Electoral Local del Congreso del Estado de Sonora con sede en Heroica Caborca.

## Actividades económicas
- Agricultura: cuenta con una superficie abierta al cultivo de 25.129,5 hectáreas de las cuales 22.798,9 hectáreas se clasifican de riego; 893 hectáreas de temporal y 1.437,5 hectáreas de riego y temporal. La principal fuente de abastecimiento es el nacimiento o tajo comúnmente llamado, enclavado en la parte este del río Altar, además se cuenta con 78 pozos agrícolas. Su producción es trigo, cártamo, algodón, maíz, frijol, sorgo y vid industrial, entre otros.
- Ganadería: es la segunda actividad económica en importancia, tiene una superficie total de agostadero de 394.490 hectáreas, comprende una población animal de 19.382 cabezas de ganado. La asociación ganadera local, tiene al servicio de sus agremiados, corrales de engorda y de manejo, con equipo suficiente para sus necesidades.

## Monumentos y edificios históricos
- Parroquia Nuestra Señora de Guadalupe; construida en el año de 1886; es atractiva la verbena popular del lugar organizada para la celebración del 12 de diciembre.

## Fiestas y celebraciones
- 12 de octubre, Fiesta regional
- 11-12 de diciembre, Fiesta Patronal religiosa en honor a la Virgen de Guadalupe[15]

## Personas destacadas
- Luis Rendón, gobernador del estado de Sonora, (1850)
- Evaristo Araiza Morineau, ingeniero y empresario.